# Piragüisme als Jocs Olímpics d'estiu de 2004
Als Jocs Olímpics d'Estiu de 2004 celebrats a la ciutat d'Atenes (Grècia) es disputaren 16 proves de piragüisme. Es realitzaren 12 proves en aigües tranquil·les, nou en categoria masculina i tres en categoria femenina; i 4 proves d'eslàlom, tres en categoria masculina i una en categoria femenina. La competició tingué lloc entre els dies 17 i 28 d'agost de 2004 al Centre Olímpic de Piragüisme pel que fa a les proves en aigües braves i el Centre Olímpic de Skhiniàs pel que fa a les proves en aigües tranquil·les.
Hi participaren un total de 328 piragüistes, 234 homes i 94 dones, de 51 comitès nacionals diferents.

## Resum de medalles

### Aigües tranquil·les

#### Categoria masculina
| Prova               | Or                                                                     | Argent                                                      | Bronze                                                                     |
| C-1 500 m Detalls   | Andreas Dittmer                                                        | David Cal                                                   | Maxim Opalev                                                               |
| C-1 1.000 m Detalls | David Cal                                                              | Andreas Dittmer                                             | Attila Vajda                                                               |
| C-2 500 m Detalls   | R.P. de la XinaMeng Guanliang · Yang Wenjun                            | CubaIbrahim Rojas · Ledis Balceiro                          | RússiaAlexander Kostoglod · Alexander Kovalev                              |
| C-2 1.000 m Detalls | AlemanyaChristian Gille · Tomasz Wylenzek                              | RússiaAlexander Kostoglod · Alexander Kovalev               | HongriaGyörgy Kozmann · György Kolonics                                    |
| K-1 500 m Detalls   | Adam van Koeverden                                                     | Nathan Baggaley                                             | Ian Wynne                                                                  |
| K-1 1.000 m Detalls | Eirik Verås Larsen                                                     | Ben Fouhy                                                   | Adam van Koeverden                                                         |
| K-2 500 m Detalls   | AlemanyaRonald Rauhe · Tim Wieskötter                                  | AustràliaClint Robinson · Nathan Baggaley                   | BelarúsRaman Piatrushenka · Vadzim Makhneu                                 |
| K-2 1.000 m Detalls | SuèciaMarkus Oscarsson · Henrik Nilsson                                | ItàliaAntonio Rossi · Beniamino Bonomi                      | NoruegaEirik Verås Larsen · Nils Olav Fjeldheim                            |
| K-4 1.000 m Detalls | HongriaZoltán Kammerer · Botond Storcz · Akos Vereckei · Gábor Horváth | AlemanyaAndreas Ihle · Mark Zabel · Björn Bach · Stefan Ulm | EslovàquiaRichard Riszdorfer · Michal Riszdorfer · Erik Vlček · Juraj Bača |

#### Categoria femenina
| Prova             | Or                                                                        | Argent                                                              | Bronze                                                                         |
| K-1 500 m Detalls | Natasa Janics                                                             | Josefa Idem                                                         | Caroline Brunet                                                                |
| K-2 500 m Detalls | HongriaKatalin Kovács · Natasa Janics                                     | AlemanyaBirgit Fischer · Carolin Leonhardt                          | PolòniaAneta Pastuszka · Beata Sokołowska                                      |
| K-4 500 m Detalls | AlemanyaBirgit Fischer · Maike Nollen · Katrin Wagner · Carolin Leonhardt | HongriaKatalin Kovács · Szilvia Szabó · Erzsebet Viski · Kinga Bóta | UcraïnaInna Osypenko · Tetyana Semykina · Hanna Balabanova · Olena Cherevatova |

### Eslàlom

#### Categoria masculina
| Prova       | Or                                                | Argent                               | Bronze                                 |
| C-1 Detalls | Tony Estanguet                                    | Michal Martikán                      | Stefan Pfannmoeller                    |
| C-2 Detalls | EslovàquiaPavol Hochschorner · Peter Hochschorner | AlemanyaMarcus Becker · Stefan Henze | TxèquiaJaroslav Volf · Ondřej Štěpánek |
| K-1 Detalls | Benoit Peschier                                   | Campbell Walsh                       | Fabien Lefevre                         |

#### Categoria femenina
| Prova       | Or            | Argent          | Bronze       |
| K-1 Detalls | Elena Kaliska | Rebecca Giddens | Helen Reeves |

## Medaller
| Posició | País            | Or | Argent | Bronze | Total |
| 1       | Alemanya        | 4  | 4      | 1      | 9     |
| 2       | Hongria         | 3  | 1      | 2      | 6     |
| 3       | Eslovàquia      | 2  | 1      | 1      | 4     |
| 4       | França          | 2  | 0      | 1      | 3     |
| 5       | Espanya         | 1  | 1      | 0      | 2     |
| 6       | Canadà          | 1  | 0      | 2      | 3     |
| 7       | Noruega         | 1  | 0      | 1      | 2     |
| 8       | Suècia          | 1  | 0      | 0      | 1     |
| 8       | R.P. de la Xina | 1  | 0      | 0      | 1     |
| 10      | Austràlia       | 0  | 2      | 0      | 2     |
| 10      | Itàlia          | 0  | 2      | 0      | 2     |
| 12      | Regne Unit      | 0  | 1      | 2      | 3     |
| 12      | Rússia          | 0  | 1      | 2      | 3     |
| 14      | Cuba            | 0  | 1      | 0      | 1     |
| 14      | Estats Units    | 0  | 1      | 0      | 1     |
| 14      | Nova Zelanda    | 0  | 1      | 0      | 1     |
| 17      | Belarús         | 0  | 0      | 1      | 1     |
| 17      | Polònia         | 0  | 0      | 1      | 1     |
| 17      | Txèquia         | 0  | 0      | 1      | 1     |
| 17      | Ucraïna         | 0  | 0      | 1      | 1     |